# Futsal
Futsal é o futebol adaptado para prática em uma quadra esportiva por times de 5 jogadores. As equipes, tal como no futebol, têm como objetivo colocar a bola na meta adversária, definida por dois postes verticais limitados pela altura por uma trave horizontal. Quando tal objetivo é alcançado, diz-se que um gol foi marcado, e um ponto é adicionado à equipe que o atingiu. O goleiro, último jogador responsável por evitar o gol, é o único autorizado a segurar a bola com as mãos, mas somente dentro da área. A partida é ganha pela equipe que marcar o maior número de gols em 40 minutos divididos em dois tempos.
Devido às proporções da área de jogo, o menor número de jogadores e a facilidade em que se pode jogar uma partida, o futsal já é considerado por muitos como o esporte mais praticado do Brasil, superando o futebol que ainda assim é o mais popular.
Desde a sua criação até à atualidade existiram diversas variantes da modalidade assim como diversas designações, cujas regras divergem em alguns pontos. Sensivelmente desde a década de 1990 que a variante da modalidade com maior dimensão e mediatismo é designada de Futsal e é disputada segundo as leis e égide da FIFA, enquanto que a modalidade disputada segundo as leis da Associação Mundial de Futsal (AMF) é designada de Futebol de salão. Existe ainda uma terceira variante da modalidade designada de Showbol (também conhecida como Futebol Indoor (português europeu)) sendo das 3, a que tem menor divulgação mundial.

## História
O esporte teria sido inventado pelo professor Juan Carlos Ceriani Gravier, da Associação Cristã de Moços (ACM) de Montevidéu, Uruguai, dando-lhe o nome de indoor football. O Uruguai, durante a década de 1930, era a grande referência no futebol, no qual a sua seleção havia sido bicampeã olímpica e sede da primeira Copa do Mundo de Futebol, promovida pela Federação Internacional de Futebol (FIFA), sendo também a primeira seleção campeã do torneio. O futebol estava em ascensão nos dois países e o intercâmbio dentro das associações era constante.
Em 1935, os professores João Lotufo e Asdrubal Monteiro, após se graduarem no Instituto Técnico da Federação Sul-Americana como secretários diretores de educação física da ACM, regressaram ao Brasil e introduziram o indoor football que passou a ser chamado de "futebol de salão". Por possuir características do regulamento, ainda a iniciar, o pequeno tamanho da quadra e o peso da bola, causavam muitos acidentes pela potência dos chutes.
Já no ano de 1948, passado João Lotufo para Secretário Geral da ACM de São Paulo, transferiu Asdrubal Monteiro para o cargo de Diretor de Educação Física, com a proposta de que os dois resolvessem os problemas negativos da prática desse esporte, elaborando assim, um novo regulamento com elementos do futebol, hóquei na grama, basquetebol e polo aquático.
Durante dois anos, Lotufo e Monteiro, estudaram, observaram e ampliaram as novas regras, chegando ao protótipo do esporte atual, ou seja, o limite de cinco jogadores e as marcações da quadra. Ao chegar a um resultado satisfatório, que justificou na publicação dessa regra em 1950, o esporte foi intensamente praticado nas ACM de São Paulo e Rio de Janeiro.
Antes das regras serem estabelecidas, praticava-se o esporte com times de cinco a sete jogadores. A bola foi sendo deixada mais pesada numa tentativa de reduzir sua capacidade de quicar e consequentemente suas frequentes saídas de quadra. A "bola pesada" acabou por se tornar uma das mais interessantes características originais do futebol de salão.
Em 1957 surgiu a primeira iniciativa de se uniformizar as regras do esporte, através da criação do Conselho Técnico de Assessores de Futebol de Salão, por Sylvio Pacheco, então presidente da Confederação Brasileira de Desportos (CBD).
Devido a sua praticidade, tanto no reduzido número de jogadores necessários em uma partida, quanto no espaço menor que exigia, o esporte rapidamente adquiriu crescente popularidade, atingindo outras localidades, gerando novos torneios e conquistando adeptos em todas as capitais do país. Em 28 de julho de 1954, foi fundada a primeira federação de desporto no Brasil, a Federação Metropolitana de Futebol de Salão, atual Federação de Futebol de Salão do Rio de Janeiro, tendo Ammy de Moraes como seu primeiro presidente. A Federação Mineira de Futebol de Salão seria fundada nesse mesmo ano, seguida da Federação Paulista, em 1955, e das federações Cearense, Paranaense, Gaúcha e Baiana, em 1956, a Catarinense e a Norte Rio-Grandense, em 1957 e a Sergipana em 1959. Nas décadas seguintes seriam gradualmente estabelecidas federações em todos os estados da União.
Na década de 1960, foi criada a Confederação Sul-Americana de Futebol de Salão (CSFS), composta pelos países do Brasil, Argentina, Paraguai, Peru e Uruguai, sendo a primeira associação do esporte em âmbito continental. Decorrente da CSFS, em 25 de julho de 1971, teve início a Federação Internacional de Futebol de Salão (FIFUSA), tendo como primeiro presidente João Havelange. A Federação Internacional de Futebol de Salão (FIFUSA) autorizou a prática de futebol de salão feminino em 23 de abril de 1983.
Em 1982, foi realizado o primeiro Campeonato Mundial, vencido pelo Brasil com vitória sobre o Paraguai na decisão. Após mais duas edições organizadas pela FIFUSA, a FIFA decidiu tomar parte como órgão governamental do esporte, alterando inclusive a sua nomenclatura de "futebol de salão" para "futsal". Outras modificações foram realizadas, como a redução no peso da bola para dar maior dinâmica ao jogo, dimensão oficial de 40x22m na quadra de jogo e mudanças nos uniformes da arbitragem. No ano de 1989, a FIFA organizou a primeira edição da sua Copa do Mundo, que a partir de 1992 passou a ser realizada de quatro em quatro anos.

## Futebol de salão e futsal

Diagrama de uma quadra de Futsal

O termo fut-sal foi originalmente cunhado pela FIFUSA em reação à proibição da FIFA de se usar o nome futebol por entidades que não ela própria. No entanto, acabou sendo adotado posteriormente sem o hífen pela própria FIFA, tornando-se assim associado à forma que o esporte adquiriu sob a autoridade desta entidade. O Futebol de salão tem como órgão governamental a Associação Mundial de Futsal (AMF), cuja sede situa-se no Paraguai.
Embora mantenham em comum sua essência, a criação de algumas regras diferenciadas criou peculiaridades em cada uma das modalidades: o futsal, com uma bola mais leve e com a valorização do uso dos pés adquiriu maior semelhança com o futebol de campo e ganhou maior dinâmica com novas regras que o tornaram mais ágil, como por exemplo, permitir que o goleiro atue como um jogador de linha quando ele está dentro da quadra do adversário; o futebol de salão, buscando sempre preservar as regras originais, manteve mais as características de um esporte indoor, com um jogo mais no chão, reduzindo o jogo aéreo, devido ao peso da bola, com laterais e escanteios cobrados com as mãos. Dessa forma, a dinâmica do jogo em uma e outra modalidade tornou-se sensivelmente diferenciada. O fato de pertencerem a entidades diferentes, por certo deverá, com o passar do tempo, demarcar modalidades diferenciadas.
No modo dos agrupamentos políticos em torno do esporte, até o final da década de 90 o futebol de salão era administrado por uma entidade chamada Federação Internacional de Futebol de Salão ou simplesmente FIFUSA, com sede no Brasil; quando foi proposto um acordo oficialmente em 2000, pelo qual a FIFUSA se tornaria um departamento da FIFA e esta passaria a comandar o futebol de salão. No entanto, por motivos diversos a parceria não vingou, e cada entidade seguiu seu caminho. A FIFA, contudo, manteve seu projeto criando uma comissão própria da modalidade, mudando o nome do esporte para futsal, e atraindo para sua tutela federações nacionais, com a promessa de padronizar as regras e difundir o esporte pelo mundo. À FIFUSA congregou as entidades continentais relacionadas ao futebol de salão e apoiou a criação de novas. Por divergências de seus membros em 2002 a FIFUSA foi sucedida pela AMF, e acabou paralisando suas atividades em 2004. Com a AMF estão as confederações: CSFS – Confederação Sul-Americana de Futebol de Salão, FIFUSA - Federação Internacional de Futebol de Salão, UEFS - União Europeia de Futsal, CPFS - Confederação Pan-Americana de Futebol de Salão, CONCACFUTSAL – Confederação do Norte, América Central e Caribe de Futebol de Salão, CAFUSA - Confederação Africana de Futebol de Salão, CAFS – Confederação Asiática de Futebol de Salão e CFSO – Confederação de Futebol de Salão da Oceania.
O principal torneio de Futsal é a Copa Max, onde apenas um clube ganhou todas as edições (6), e foi o Brusque Juniors, do Mario Garcia. Esse torneio é disputado varias vezes ao ano, em 2025 ainda não teve edições do torneio, e nem previsão de inicio.

## Fundamentos
Os principais fundamentos do futsal sãoː
- Passe: É quando o jogador passa a bola para um companheiro da sua equipe;
- Drible: É o ato em que o jogador utiliza-se da bola para enganar o adversário;
- Finta: É o ato de enganar o adversário sem tocar na bola;
- Cabeceio: É a ação de cabecear a bola que tem como objetivo defender ou marcar um gol;
- Chute: É a ação de chutar a bola, quando a bola estiver parada ou em movimento, visando dar a ela uma trajetória em direção a um objetivo, seja este o gol, outro jogador ou tirá-la de jogo (existem varias formas de chute);
- Recepção: É a ação de interromper a trajetória da bola vinda de passes ou arremessos;
- Condução: É a ação de progredir com a bola por todos os espaços possíveis de jogo;
- Domínio de bola: Como no futebol, usa-se os pés para dominar a bola.

## Posições dos jogadores
- Goleiro/Guarda-Redes - Defende o gol de todos os ataques do adversário e também pode atacar, não podendo tocar na bola na quadra de defesa do adversário.
- Fixo - Defensor, semelhante ao zagueiro.
- Ala (canhoto e destro) - Trabalham a bola na lateral da quadra.
- Pivô - Atacante, o que fica mais próximo do gol adversário.